# Возвращение Геркулеса
«Возвращение Геркулеса» (англ. Hercules Returns) — кинофильм.

## Сюжет
Пародия на фильм «Геркулес, Самсон, Мацист и Урсус: непобедимые» (1964), сделанная в стиле Гоблина: в старый фильм вставлены новые комические диалоги. Кроме этого добавлен обрамляющий сюжет.
Парень, уволившийся из кинопрокатной компании, решил открыть собственный кинозал в старом кинотеатре. Премьерным должен был стать фильм, который когда-то показали последним перед закрытием кинотеатра. Это картина о приключениях Геркулеса и других мифических персонажей. Однако компания, предоставившая киноленту, сделала пакость: в кинокопии не оказалось ни звуковой дорожки, ни субтитров. Это выяснилось непосредственно перед показом. Так что группе приятелей пришлось озвучивать фильм прямо по ходу его демонстрации, крича из кабины киномеханика.

## В ролях
| Актёр         | Роль           |
| ------------- | -------------- |
| Дэвид Арг     | Брэд Макбейн   |
| Майкл Кармен  | сэр Майкл Кент |
| Мэри Кустас   | Лиза           |
| Брюс Спенс    | Спроккет       |
| Брендон Шур   | король         |
| Ник Политес   | телефонист     |
| Ленс Андерсон |                |
| Лори Добсон   | бармен         |
| Ричард Мосс   | пьяница        |